# Marathon van Rome 1987
De marathon van Rome 1987 werd gelopen op zondag 1 mei 1987. De wedstrijd was een voorloper van de jaarlijkse marathon van Rome.
De Italiaan Gelindo Bordin kwam bij de mannen als eerste over de streep in 2:16.03. Dit was precies dezelfde tijd als waarmee zijn landgenoot Osvaldo Faustini het jaar ervoor de wedstrijd had gewonnen. De Italiaanse Maria Araneo won de wedstrijd bij de vrouwen in 2:56.00.
In totaal finishten er 59 lopers, waarvan 57 mannen en 2 vrouwen.

## Uitslagen
Mannen
| rang   | naam                  | land | tijd    |
| ------ | --------------------- | ---- | ------- |
| Goud   | Gelindo Bordin        | ITA  | 2:16.03 |
| Zilver | Diamantino dos Santos | BRA  | 2:16.35 |

Vrouwen
| rang | naam         | land | tijd    |
| ---- | ------------ | ---- | ------- |
| Goud | Maria Araneo | ITA  | 2:56.00 |

1982 ·
1983 ·
1984 ·
1985 ·
1986 ·
1987 ·
1988 ·
1989 ·
1990 ·
1991 ·
1995 ·
1996 ·
1997 ·
1998 ·
1999 ·
2000 ·
2001 ·
2002 ·
2003 ·
2004 ·
2005 ·
2006 ·
2007 ·
2008 ·
2009 ·
2010 ·
2011 ·
2012 ·
2013 ·
2014 ·
2015 ·
2016 ·
2017